# Neofolk
Neofolk je žanr folk glasbe, ki ji je dodana eksperimentalna glasba prihajajoča iz post-industrial glasbenih vod. Neofolk je lahko tudi zgolj akustična. Včasih ima elemente industrial glasbe. Žanr vključuje širok nabor različnih glasbenih skupin. Neofolk glasbeniki imajo pogosto povezave z neoklasično glasbo in martial industrial glasbo. 

## Zgodovina
Termin “neofolk” izvira iz ezoteričnih glasbenih krogov, ki so ga začeli uporabljati v poznem 20. Stoletju za opis glasbe, ki so jo igrali Douglas Pearce (Death in June), Tony Wakeford (Sol Invictus) and David Tiber (Current 93).
Anglo-Ameriški neofolk s podobnim zvokom in temami je obstajal že vse od šestdesetih let 20. stoletja. Folk glasbeniki, kakor Vulcan's Hammer, Changes, Leonard Cohen in Comus bi lahko uvrstili med neofolk. 

## Kultura
Velik del glasbenikov znotraj neofolk žanra se orientira na arhaičnost, kulturne in literarne reference. Lokalne tradicije in domorodna verovanja so pogosto prisotna v neofolk glasbi, kakor tudi ezoterika in zgodovinske teme. 

## Poganstvo in okultizem
Različne oblike  neopoganstva in okultizma igrajo velik del tem pri sodobnih neofolk glasbenikih. Runska pisava, poganska Evropa in ostale stvari, ki so povezane s starodavnim in prednikami se pogosto pojavlja v neofolk glasbi. To lahko opazimo v imenih skupin, albumov, oblekah in ostalih oblikah umetniškega izražanja. Pogosto so skupine del sodobnega neopoganskega prebujanja. 

## Povezani stili
Apokaliptik folk, folk noir, dark folk, pagan folk, martial industrial.

## Najbolj znani glasbeniki
- Agalloch
- Amber Asylum
- Andrea Haugen
- Angels of Light
- Argine
- Ataraxia[1]
- Belborn[2]
- Blood Axis
- Brown Bird
- Camerata Mediolanense
- Changes[3]
- Chelsea Wolfe
- Shana Cleveland[4]
- Coil
- Cult of Youth
- Current 93
- Death in June[5]
- Der Blutharsch
- Deutsch Nepal
- Emily Jane White[6]
- Empyrium
- The Enchanted Wood
- Faun[7]
- Fejd
- Fire + Ice
- Forseti[8]
- H.E.R.R.
- Harvest Rain[9]
- Havnatt
- Horse Feathers
- In Gowan Ring
- Jännerwein
- Juana Molina
- Kentin Jivek
- Kirlian Camera
- Lady Morphia
- Love Is Colder Than Death[10]
- Mizar
- The Moon lay hidden beneath a Cloud[11]
- Musk Ox[12]
- Murzik
- Naevus
- Nature and Organisation
- Narsilion[13]
- Nebelung
- Nest[14]
- Neun Welten
- Of the Wand & the Moon[15]
- Omnia
- Oniric [16]
- Ordo Rosarius Equilibrio[17]
- Orplid[7]
- Ostara
- Qntal[18]
- Rome[19]
- Sorrow
- Sangre Cavallum
- Scivias
- Sharon Knight [20]
- Sol Invictus[21]
- Sonne Hagal[22]
- Strength Through Joy
- Sturmpercht
- Spiritual Front[23]
- Swans
- Tenhi[24]
- Third Eye Foundation
- Triarii
- Unto Ashes
- Void Watcher
- Von Thronstahl
- Werkraum
- The Winding Stair
- Woodkid
- Wovenhand